# ستانلي ويلسون (لاعب كرة قدم أمريكية)
ستانلي ويلسون (بالإنجليزية: Stanley Wilson) هو لاعب كرة قدم أمريكية أمريكي، ولد في 23 أغسطس 1961.

## وصلات خارجية
- ستانلي ويلسون (لاعب كرة قدم أمريكية) على موقع مرجع كرة القدم المحترفة.كوم (الإنجليزية)